# Salome Sýkorová
Salome Sýkorová (* 28. října 1963) je česká politička, od roku 2002 starostka obce Zátor v okrese Bruntál, členka SNK-ED.

## Život
Působí v několika správních radách – například v radě Mikroregionu Krnovsko nebo Euroregionu Praděd. Od roku 2005 je členkou dozorčí rady akciové společnosti VaK Bruntál (od roku 2007 je pak navíc místopředsedkyní dozorčí rady). Angažovala se také v obecně prospěšné společnosti Rozvoj Krnovska (v letech 2010 až 2011 jako členka správní rady a v letech 2011 až 2014 jako předsedkyně dozorčí rady).
Salome Sýkorová žije v obci Zátor na Bruntálsku, konkrétně v části Loučky.

## Politické působení
Do komunální politiky vstoupila, když byla ve volbách v roce 1998 zvolena jako nestraník za KDU-ČSL zastupitelkou obce Zátor na Bruntálsku. Mandát zastupitelky obce obhájila ve volbách v roce 2002 už jako členka a lídryně kandidátky Sdružení nezávislých. V roce 2002 se stala zároveň starostkou obce, předchozí čtyři roky byla místostarostkou. Ve volbách v roce 2006 uspěla jako lídryně SNK Evropských demokratů, zůstala také starostkou obce. Stejně tomu bylo i ve volbách v letech 2010 a 2014. Během výkonu funkce starostky získala ocenění za práci s mládeží a obec byla nominována na vesnici roku 2011.
Pětkrát neúspěšně kandidovala do Zastupitelstva Moravskoslezského kraje. V roce 2000 jako nezávislá za subjekt s názvem "Sdružení nezávislých kandidátů", v roce 2004 za SNK sdružení nezávislých, v roce 2008 jako členka SNK-ED za subjekt "Osobnosti kraje" (tj. SNK-ED a COEX), v roce 2012 jako členka SNK-ED za subjekt "Sdružení nezávislých kandidátů" (tj. SNK-ED a ML) a v roce 2016 jako členka SNK-ED za subjekt "PRO REGION" (tj. SZ a SNK-ED).
Ve volbách do Evropského parlamentu v roce 2014 kandidovala za SNK-ED, ale neuspěla. Ve volbách do Senátu PČR v roce 2016 kandidovala za SNK-ED v obvodu č. 64 – Bruntál. Její kandidaturu podporovala také Strana zelených. Se ziskem 7,96 % hlasů skončila na 5. místě a do druhého kola nepostoupila.